# Уорнър Бакстър
Уорнър Бакстър (на английски: Warner Leroy Baxter) е американски филмов актьор от 1910-те до 1940-те години на 20 век. Бакстър става известен с ролята си във филма „В старата Аризона“, за която печели Оскар за най-добър актьор. Често играе харизматични латински бандити в уестърни, но има и редица други роли през цялата си кариера.

## Биография
Актьорската си кариера започва през 1910 г., а филмовата през 1920 г. Той много бързо става един от най-популярните актьори и вече в края на 1920-те играе основно в главни роли. Най-напред се снима в неми филми като най-забележителните му роли са във „Великият Гетсби“ (1926 г.) и „Ужасната истина“ (1925 г.). Най-забележителните говорещи филми на Бакстър са „Старата Аризона“ (1929 г.), „42-ра улица“ (1932 г.), „Славянски кораб“ (1937 г.) и „Отвлечен“ (1938 г.).
За участието си и приноса си в производството на филми, Бакстър има звезда на холивудската алея на славата.